# Wereldkampioenschap basketbal vrouwen 1964
Het WK Basketbal voor vrouwen 1964 is het vierde gehouden wereldkampioenschap basketbal voor vrouwen. Twaalf landen die ingeschreven waren bij de FIBA, namen deel aan het toernooi dat gehouden werd in Peru. Het basketbalteam van de Sovjet-Unie werd de uiteindelijke winnaar van het toernooi.

## Eindklassering
| #      | Land              |
| ------ | ----------------- |
| Goud   | Sovjet-Unie       |
| Zilver | Tsjecho-Slowakije |
| Brons  | Bulgarije         |
| 4      | Verenigde Staten  |
| 5      | Brazilië          |
| 6      | Joegoslavië       |
| 7      | Peru              |
| 8      | Zuid-Korea        |
| 9      | Japan             |
| 10     | Chili             |
| 11     | Paraguay          |
| 12     | Argentinië        |

| WK basketbal voor vrouwen 1964 winnaar |
| -------------------------------------- |
| Sovjet-Unie Tweede titel               |